# Saison 2014-2015 de l'Union Bordeaux Bègles
Cette page présente la saison 2014-2015 de l'Union Bordeaux Bègles en Top 14 et en European Rugby Challenge Cup (ERCC2).

## Entraîneurs
| Nom                  | Poste                    | Naissance  | Nationalité sportive | Arrivée au club (année) |
| -------------------- | ------------------------ | ---------- | -------------------- | ----------------------- |
| Raphaël Ibañez       | Manager général          | 17/02/1973 | France               | 2012                    |
| Vincent Etcheto      | Entraîneur (arrières)    | 05/03/1969 | France               | 2009                    |
| Régis Sonnes         | Entraîneur (avants)      | 25/07/1972 | France               | 2012                    |
| Joe Worsley          | Entraîneur (défense)     | 14/06/1977 | Angleterre           | 2012                    |
| Ludovic Loustau      | Préparateur physique     | 15/08/1973 | France               | 2009                    |
| Pierre-Henry Broncan | Recrutement et formation | 22/05/1974 | France               | 2014                    |

## Effectif 2014-2015
| Nom                    | Poste                  | Naissance          | Nationalité sportive | International | Dernier club              | Arrivée au club |
| ---------------------- | ---------------------- | ------------------ | -------------------- | ------------- | ------------------------- | --------------- |
| Ole Avei               | Talonneur              | 13 juin 1983       | Samoa                |               | Waikato                   | 2010            |
| Beñat Auzqui           | Talonneur              | 1er août 1983      | Espagne              |               | Tyrosse                   | 2013            |
| Clément Maynadier      | Talonneur              | 11 octobre 1988    | France               |               | Albi                      | 2013            |
| Sébastien Taofifenua   | Pilier                 | 21 mars 1992       | France               |               | Perpignan                 | 2014            |
| Laurent Delboulbès     | Pilier                 | 17 novembre 1986   | France               |               | Carcassonne               | 2011            |
| Jean-Baptiste Poux     | Pilier                 | 26 septembre 1979  | France               |               | Toulouse                  | 2013            |
| Jefferson Poirot       | Pilier                 | 1er novembre 1992  | France               |               | Brive                     | 2012            |
| Xerom Civil            | Pilier                 | 2 avril 1994       | France               |               | Formé au club             | 2014            |
| Salemane Benjamin Sa   | Pilier                 | 30 janvier 1980    | Samoa                |               | Racing Métro 92           | 2013            |
| Francisco Gomez Kodela | Pilier                 | 3 juillet 1985     | Argentine            |               | Biarritz                  | 2014            |
| Zaza Navrozashvili     | Pilier                 | 27 juillet 1992    | Géorgie              |               | Formé au club             | 2013            |
| Patrick Toetu          | Pilier                 | 14 mars 1984       | Nouvelle-Zélande     |               | Tarbes                    | 2011            |
| Adam Jaulhac           | Deuxième ligne         | 31 janvier 1988    | France               |               | Brive                     | 2008            |
| Julien Le Devedec      | Deuxième ligne         | 6 juin 1986        | France               |               | Brive                     | 2014            |
| Berend Botha           | Deuxième ligne         | 11 mars 1988       | Afrique du Sud       |               | Mont-de-Marsan            | 2014            |
| Jandré Marais          | Deuxième ligne         | 14 juin 1989       | Afrique du Sud       |               | Sharks                    | 2013            |
| Matthew Graham         | Deuxième ligne         | 2 juillet 1990     | Nouvelle-Zélande     |               | Bayonne                   | 2013            |
| Hugh Chalmers          | Troisième ligne aile   | 28 novembre 1984   | Nouvelle-Zélande     |               | Bobigny                   | 2008            |
| Bertrand Guiry         | Troisième ligne aile   | 30 juillet 1988    | France               |               | Perpignan                 | 2014            |
| Jean-Blaise Lespinasse | Troisième ligne aile   | 5 janvier 1994     | France               |               | Montauban                 | 2013            |
| Louis-Benoît Madaule   | Troisième ligne aile   | 24 septembre 1988  | France               |               | Narbonne                  | 2011            |
| Matthew Clarkin        | Troisième ligne centre | 4 juillet 1981     | Nouvelle-Zélande     |               | Montauban                 | 2010            |
| Taiasina Tuifu'a       | Troisième ligne centre | 20 août 1984       | Samoa                |               | Newcastle                 | 2013            |
| Marco Tauleigne        | Troisième ligne        | 30 août 1993       | France               |               | CS Bourgoin-Jallieu       | 2013            |
| Heini Adams            | Demi de mêlée          | 29 mai 1980        | Afrique du Sud       |               | Blue Bulls                | 2010            |
| Yann Lesgourgues       | Demi de mêlée          | 17 janvier 1991    | France               |               | Biarritz Olympique        | 2014            |
| Baptiste Serin         | Demi de mêlée          | 20 juin 1994       | France               |               | Formé au club             | 2013            |
| Lionel Beauxis         | Demi d'ouverture       | 24 octobre 1985    | France               |               | Toulouse                  | 2014            |
| Pierre Bernard         | Demi d'ouverture       | 31 janvier 1989    | France               |               | Castres                   | 2013            |
| Romain Lonca           | Demi d'ouverture       | 26 novembre 1991   | France               |               | Hendaye                   | 2013            |
| Lucas Méret            | Demi d'ouverture       | 31 janvier 1995    | France               |               | Formé au club             | 2014            |
| Thibault Lacroix       | Centre                 | 14 mai 1985        | France               |               | Bayonne                   | 2013            |
| Félix Le Bourhis       | Centre                 | 7 avril 1988       | France               |               | Carcassonne               | 2011            |
| Julien Rey             | Centre                 | 1er septembre 1986 | France               |               | Colomiers                 | 2011            |
| Paulin Riva            | Centre                 | 20 avril 1994      | France               |               | Auch                      | 2014            |
| Levi Aumua             | Ailier                 | 9 octobre 1994     | Nouvelle-Zélande     |               | Queensland Reds           | 2014            |
| Sofiane Guitoune       | Ailier                 | 27 mars 1989       | France               |               | Perpignan                 | 2014            |
| Lucas Blanc            | Ailier                 | 19 avril 1995      | France               |               | Formé au club             | 2014            |
| Charles Brousse        | Ailier                 | 30 novembre 1990   | France               |               | Formé au club             | 2011            |
| Blair Connor           | Ailier                 | 29 septembre 1988  | Australie            |               | Queensland Reds           | 2010            |
| Metuisela Talebula     | Arrière                | 20 mai 1991        | Samoa                |               | Samoa Seven (rugby à VII) | 2013            |
| Darly Domvo            | Arrière                | 3 avril 1992       | France               |               | Formé au club             | 2010            |

## Calendrier[2]

### Top 14
| Date du match     | Domicile'       | Extérieur'      | 'Score' | Lieu du match          | Affluence' | Catégorie'            | Classement |
| 16 août 2014      | Bordeaux-Bègles | Lyon            | 18-9    | Stade André-Moga       | 7 979      | 1re journée de Top 14 | 3e         |
| 23 août 2014      | Bordeaux-Bègles | Racing Métro 92 | 30-21   | Stade Chaban-Delmas    | 19 578     | 2e journée de Top 14  | 4e         |
| 30 août 2014      | Grenoble        | Bordeaux-Bègles | 37-23   | Stade des Alpes        | 11 427     | 3e journée de Top 14  | 5e         |
| 6 septembre 2014  | RC Toulon       | Bordeaux-Bègles | 18-13   | Stade Mayol            | 13 963     | 4e journée de Top 14  | 8e         |
| 14 septembre 2014 | Bordeaux-Bègles | Montpellier     | 27-21   | Stade Chaban-Delmas    | 22 265     | 5e journée de Top 14  | 5e         |
| 20 septembre 2014 | La Rochelle     | Bordeaux-Bègles | 26-29   | Stade Marcel-Deflandre | 14 692     | 6e journée de Top 14  | 4e         |
| 27 septembre 2014 | Brive           | Bordeaux-Bègles | 34-24   | Stade Amédée-Domenech  | 11 261     | 7e journée de Top 14  | 7e         |
| 4 octobre 2014    | Bordeaux-Bègles | Clermont        | 51-21   | Stade Chaban-Delmas    | 25 513     | 8e journée de Top 14  | 5e         |
| 11 octobre 2014   | Bordeaux-Bègles | Castres         | 59-7    | Stade Chaban-Delmas    | 25 613     | 9e journée de Top 14  | 3e         |
| 1er novembre 2014 | Stade français  | Bordeaux-Bègles | 39-22   | Stade Jean-Bouin       | 11 355     | 10e journée de Top 14 | 4e         |
| 8 novembre 2014   | Bordeaux-Bègles | Toulouse        | 20-21   | Stade Chaban-Delmas    | 33 099     | 11e journée de Top 14 | 6e         |
| 29 novembre 2014  | Oyonnax         | Bordeaux-Bègles | 28-23   | Stade Charles-Mathon   | 8 797      | 12e journée de Top 14 | 6e         |
| 20 décembre 2014  | Bayonne         | Bordeaux-Bègles | 15-12   | Stade Jean-Dauger      | 15 114     | 13e journée de Top 14 | 7e         |
| 28 décembre 2014  | Bordeaux-Bègles | Brive           | 46-10   | Stade Chaban-Delmas    | 28 545     | 14e journée de Top 14 | 5e         |
| 3 janvier 2015    | Racing Métro 92 | Bordeaux-Bègles | 12-9    | Stade Yves-du-Manoir   | 6 592      | 15e journée de Top 14 | 6e         |
| 10 janvier 2015   | Bordeaux-Bègles | Grenoble        | 34-16   | Stade André-Moga       | 8 246      | 16e journée de Top 14 | 5e         |
| 31 janvier 2015   | Montpellier     | Bordeaux-Bègles | 34-24   | Altrad Stadium         | 10 731     | 17e journée de Top 14 | 6e         |
| 21 février 2015   | Bordeaux-Bègles | RC Toulon       | 28-23   | Stade Chaban-Delmas    | 31 376     | 18e journée de Top 14 | 6e         |
| 7 mars 2015       | Bordeaux-Bègles | Stade français  | 22-23   | Stade Chaban-Delmas    | 32 925     | 19e journée de Top 14 | 7e         |
| 13 mars 2015      | Clermont        | Bordeaux-Bègles | 31-23   | Stade Marcel-Michelin  | 16 763     | 20e journée de Top 14 | 8e         |
| 28 mars 2015      | Bordeaux-Bègles | La Rochelle     | 21-22   | Stade Chaban-Delmas    |            | 21e journée de Top 14 |            |
| 11 avril 2015     | Castres         | Bordeaux-Bègles | 22 - 20 | Stade Pierre-Antoine   |            | 22e journée de Top 14 |            |
| 25 avril 2015     | Lyon            | Bordeaux-Bègles | 22-37   | Matmut Stadium         |            | 23e journée de Top 14 | 8e         |
| 9 mai 2015        | Bordeaux-Bègles | Oyonnax         | 26-23   | Stade Chaban-Delmas    |            | 24e journée de Top 14 |            |
| 16 mai 2015       | Bordeaux-Bègles | Bayonne         | 38-20   | Stade Chaban-Delmas    |            | 25e journée de Top 14 |            |
| 23 mai 2015       | Toulouse        | Bordeaux-Bègles | 23-22   | Stade Ernest-Wallon    |            | 26e journée de Top 14 |            |

### European Rugby Challenge Cup
Dans l'European Rugby Challenge Cup l'Union Bordeaux Bègles fait partie de la poule 4 et sera opposé aux Anglais de London Welsh, aux Écossais d'Édimbourg Rugby et aux Français du Lyon OU.
| Date du match    | Domicile'       | Extérieur'      | 'Score' | Lieu du match       | Affluence' | Catégorie'                        |
| 17 octobre 2014  | Bordeaux-Bègles | Édimbourg Rugby | 13-15   | Stade André-Moga    | 6 658      | 1re journée de Challenge européen |
| 23 octobre 2014  | London Welsh    | Bordeaux-Bègles | 20-52   | Kassam Stadium      | 3 575      | 2e journée de Challenge européen  |
| 6 décembre 2014  | Bordeaux-Bègles | Lyon            | 37-29   | Stade André-Moga    | 4 250      | 3e journée de Challenge européen  |
| 12 décembre 2014 | Lyon            | Bordeaux-Bègles | 37-28   | Matmut Stadium      | 8 733      | 4e journée de Challenge européen  |
| 16 janvier 2015  | Bordeaux-Bègles | London Welsh    | 26-3    | Stade André-Moga    | 2 800      | 5e journée de Challenge européen  |
| 23 janvier 2015  | Édimbourg Rugby | Bordeaux-Bègles | 38-20   | Murrayfield Stadium | 4 817      | 6e journée de Challenge européen  |

### Statistiques collectives
Attaque
Défense

### Statistiques individuelles
Meilleur réalisateur